# 聖書 聖書協会共同訳
聖書 聖書協会共同訳（せいしょ せいしょきょうかいきょうどうやく、英: Japan Bible Society Interconfessional Version）は、聖書の日本語訳のひとつ。聖書 新共同訳に引き続き、カトリックとプロテスタントの共同で訳された。翻訳の著作権者と出版社は日本聖書協会。

## 新共同訳の評価
1968年、聖書協会世界連盟（英: United Bible Societies）とカトリック教会（羅: Ecclesia Catholica）の間で協議が成立し、プロテスタントとカトリックが同じ聖書を用いるための聖書翻訳作業の「標準原則」がまとめられ、世界各国で「共同訳」の翻訳が開始された。日本国でも、1970年（昭和45年）に「共同訳聖書実行委員会」を組織し、当時の日本を代表する聖書学者70余名が選出され、翻訳が開始された。しかし、翻訳方針を巡っては紆余曲折があった。動的等価（意訳）理論に基づいて翻訳した新約聖書を共同訳として1978年（昭和53年）に先行頒布したが、諸教会から採用に否定的な声が寄せられた。その結果、急遽翻訳方針を逐語訳へと見直し、聖書全書を新共同訳として1987年（昭和63年）に発刊したが、翻訳方針の変更などに伴う訳語、訳文の未調整部分が課題として残った。

## 新翻訳事業の開始
日本聖書協会は、新共同訳を精査し次世代に向けて新たにどのような聖書翻訳を目指すべきか検討するために、2005年（平成17年）11月に翻訳部を新設し、あわせて翻訳理論の研究及び実際の翻訳作業についての調査を行った。その結果、オランダ聖書協会（蘭: Nederlands Bijbelgenootschap）が2004年に発刊し、高い評価を得ているオランダ語訳聖書（蘭: Nieuwe Bijbelvertaling）の翻訳手順と、その翻訳理論である「スコポス理論」が、モデルとして参考になるとの結論に至った。そこで、「スコポス理論」の主唱者であるオランダ自由大学教授のローレンス・デ・ヴリース（蘭: Lourens de Vries）を招いて直接「スコポス理論」について学ぶなどし、このスコポス理論を新たな聖書翻訳に用いる方針が決まった。過去においては、いくつかある翻訳原則のどれが正しいかが議論され、「逐語訳」と「動的等価訳」とが対立的に捉えられてきたが、スコポス理論の利点は翻訳理論を別の視点から捉え直すことにより、翻訳理論の間の対立を乗り越えることを可能にしたことにある。スコポスとはギリシア語で目標を意味し、聖書翻訳理論では「対象読者（聴衆）」と「使用目的（機能）」を表す。対象読者を未信者とし、使用目的を伝道用とする場合と、対象読者を高学歴の信者とし、使用目的を礼拝用とする場合では、おのずと翻訳原則も異なる。前者では動的等価訳が、後者では逐語訳が適切となる。スコポス理論は、このように、まず翻訳のスコポスを選択し、そこから適切な翻訳方針を決定していこうとするもので、逆に言えば、スコポスをあらかじめ決定するなら、翻訳理論をめぐって動的等価か逐語訳かという選択に関して揺れが生じるようなことはなくなるとしている。翻訳事業を開始するに先立ち、日本聖書協会は2008年（平成20年）6月に共同訳事業推進計画諮問会議の設置を決議し、国内17教派・1団体が委員推薦に賛同した。この18教派・団体の信徒数は、当時の日本国内の信者総数の75.3%に相当することから、「日本の諸教会が求める聖書」を示す答申を得ることができるとした。諮問会議は2009年（平成21年）10月6日に、新しい翻訳聖書のスコポスは「礼拝での朗読にふさわしい、格調高く美しい日本語訳を目指す」ことであるとする『翻訳方針前文』を日本聖書協会に答申した。同年12月4日の同会理事評議員会はこの答申を承認、2010年（平成22年）2月にはカトリック中央協議会も臨時司教総会で新しい共同訳事業を承認するとの決議を行ったことにより、新翻訳事業は正式に共同訳事業として開始することとなった。

## 翻訳作業
新翻訳は、新共同訳からの改訂ではなく、原文（底本）から新たに翻訳することとなった。翻訳作業には、聖書協会世界連盟及び聖書翻訳のための非営利団体である国際SIL（英: SIL International）が開発した聖書翻訳支援ソフト「パラテキスト（英: Paratext）」が用いられた。即座に原語、主要翻訳、過去の邦訳、翻訳用注解書などを参照でき、それにより複数の翻訳者が訳文を検討する翻訳者委員会は、大幅な効率化と時間短縮が可能となった。「礼拝での朗読にふさわしい、格調高く美しい日本語を目指す」という翻訳方針を実現するために、新翻訳は最初の段階から原語担当者と日本語担当者が協力して訳文の作成に当たった。新共同訳では、翻訳者45名に対して日本語担当者は6名と比率は九対一にすぎなかったが、新翻訳では、翻訳者62名のうち原語担当者43名、日本語担当者19名と比率は七対三とした。原語担当者が作成した訳稿が第1稿、日本語担当者がこの第1稿を日本語面から改訂した訳稿が第2稿、両者が話し合って作成した訳稿が第3稿で、新翻訳の日本語担当者には日本語学・日本文学の専門家のほか、詩人や歌人も多く含まれたため、特に旧約聖書の詩文学の訳は、これまでの訳にない格調を備えたものとなったとしている。原語担当者と日本語担当者の作成した第3稿に、翻訳者委員会での検討を終えた訳稿が第4稿、礼拝における朗読にふさわしい訳稿となっているかチェックを受け、原語担当者が訳稿を改訂したものが第5稿、編集委員会で検討され第6稿となった。第6稿は、聖書学・神学の専門家、教職者、日本語の専門家、一般信徒、学校教師によって構成される外部モニターによって、翻訳が翻訳方針に従っているかどうか、訳文に問題がないか、それぞれの立場から意見が出され、この意見に基づいて再度、2017年（平成29年）12月2日に編集委員会が訳文を検討したのが第7稿で、これで翻訳作業が終了した。

### 女性委員の参画
新共同訳では90人の委員のうちわずか3人だった女性の比率が、今回は148人中34人と増加し、その意見を反映して「はしため」が「仕え女」に変更され、頻出していた「お前」も限定的に使用するなどの成果があったとしている。

### パイロット版
編集を終えた第7稿を、パイロット版として2015年（平成27年）12月から2018年（平成30年）1月まで、全48分冊、計23,000部を刊行した。過去に新共同訳においても、いくつかの書のパイロット版を刊行する試みは行われたが、聖書全書のパイロット版を正式な版の発刊前に公にしたのは初めてのことだった。日本聖書協会は、263件、6,861の意見が寄せられ、最終訳文を作成する際に参照されたとしている。

## 出版
検討委員会での議論を経て、書名は『聖書 聖書協会共同訳』に決まった。2018年（平成30年）11月、日本聖書協会理事会での出版承認を経て、同年12月の発刊が正式に決定した。初版は引照・註附きの聖書とし、カトリック向けの旧約聖書続編付き（SIO43DC）が1万部、旧約聖書続編なしのプロテスタント向け（SIO43）は2万部印刷され、同年12月3日の発売日には合わせて1万6千部が出荷された。装訂は三輪義也、印刷・製本は三省堂印刷八王子工場が担った。
初刷
- 『聖書 聖書協会共同訳 引照・注付き』 SIO43、日本聖書協会、東京、2018年12月15日。ISBN 978-4-8202-1341-3。 NCID BB27398645。OCLC 1109731353。全国書誌番号:23231847。
- 『聖書 聖書協会共同訳 旧約聖書続編付き 引照・注付き』 SIO43DC、日本聖書協会、東京、2018年12月15日。ISBN 978-4-8202-1342-0。 NCID BB27309612。OCLC 1109735955。全国書誌番号:23232312。

講壇用聖書
講壇用聖書は、ごく薄い金箔を継ぐ特殊な専門技術の担い手が高齢化によって引退し、仕事量の著しい減少や、後継者が確保できないなどの事情から、国内での製作が不可能な状況となってしまった。代替の製作手段を探すこととなった日本聖書協会は、これまで海外での印刷製本の取引実績のある、中国、韓国、オランダなどにあたったが、満足できるレベルに達する製本所を見出すことは叶わなかった。そこで、2021年（令和3年）春、ヨハン・セバスチャン・バッハが使用した聖書の復刻（ファクシミリ版）を行っている出版社に連絡を取り、そこからオランダのフォプマ・ヴィエール製本所（蘭: FopmaWier boekbinderij）を紹介された。同製本所は、かつて印刷会社で働き、後に独立したヴィッツェ・フォプマ（蘭: Wytze Fopma）が、2009年にオランダ北部のヴィエール村に開いた工房で、特殊製本の出版物を海外からも広く請け負っている。同年8月に到着した見本は、これまでの国内製作に引けをとらない極めて高品質なものであり、製作を依頼することが決定された。印刷、折丁の綴り、聖書の中身（ブック・ブロック）の製作は、オランダ国内で行われる。2022年春から製作にかかり、約一年をかけて完成、納品を待つこととなる。初版の製作は合計で300冊の限定製作とし、頒布価はカトリック向けの旧約聖書続編付き（SI98DC）が本体価格32万円、旧約聖書続編なしのプロテスタント向け（SI98）が本体価格30万円と極めて高価なものとなった。
- 『聖書 聖書協会共同訳 講壇用』 SI98、日本聖書協会、東京。[35]
- 『聖書 聖書協会共同訳 旧約聖書続編付き 講壇用』 SI98DC、日本聖書協会、東京。[35]

### 造本装幀コンクール
『聖書 聖書協会共同訳』の初版として発行された引照・註附き旧約聖書続編なしのSIO43が、第53回造本装幀コンクールで日本書籍出版協会理事長賞（専門書（人文社会科学書・自然科学書等）部門）を受賞した。出品した初刷に限って、薄葉紙をさらに圧縮加工した特製の紙を用いることで聖書の厚さと重さを従来の七割程度に抑え、紙は裏写りしないよう着色してある。また、一折32ページにもかかわらず折りの誤差を感じない造本・背固めとするなど、抄造から印刷、製本まで高い技術と工夫が施された。

### 普及
発刊当初から、信徒の高齢化、教会財政の逼迫が課題となる中、新しい翻訳聖書への移行、浸透をどこまで進められるかが課題との指摘があった。カトリック中央協議会は、2019年（平成31年）1月に開催した常任司教委員会で、『聖書 聖書協会共同訳』の使用については数年先に検討することとし、現時点では現行どおり『聖書 新共同訳』を使用することを決めた。日本聖書協会が、2019年度（2018年（平成30年）11月から2019年（令和元年）10月まで）に頒布した聖書（旧新約合本）104,377冊のうち聖書協会共同訳は32,298冊で全体の30.09%、2020年度（2019年（令和元年）11月から2020年（令和2年）10月まで）に頒布した聖書（旧新約合本）85,201冊のうち聖書協会共同訳は10,861冊で全体の12.75%、2021年度（2020年（令和2年）11月から2021年（令和3年）10月まで）に頒布した聖書（旧新約合本）92,046冊のうち聖書協会共同訳は19,714冊で全体の21.42%だった。

### 更新
日本聖書協会は、2019年（令和元年）8月30日付けで『聖書 聖書協会共同訳』聖書語句訂正一覧を公表し、変更・訂正は重版や新版を出版する際に反映するとともに、半年おきに聖書語句訂正一覧を更新していくと発表した。その後も聖書語句訂正一覧は、2020年（令和2年）8月31日付け、2021年（令和3年）8月31日付け、2022年（令和4年）4月30日付け及び2022年（令和4年）8月31日付けで更新されている。2021年（令和3年）3月には、聖書協会共同訳の訳文に関する照会や、将来の改訂等への助言を行う機関として、翻訳者兼編集委員10名による聖書協会共同訳諮問委員会が発足した。

## 評価
ヨハネ伝1章1節の訳「言（ことば）は神と共にあった」は、まずルターが"mit"と誤訳し、それが英訳聖書に"with"と受け継がれ、それをそのままほとんどの日本語訳聖書が踏襲している。ギリシャ語では「プロス」で、ラテン語訳では"apud Deum"と正しく訳されていて、その意味は「の家で」「のもとで」であって、「と共に」とは訳せない。この問題については、田川建三訳新約聖書の本文と聖書 聖書協会共同訳の脚注で初めて対応された。

## 関連書籍等
- 『New聖書翻訳』日本聖書協会、東京〈1〉、2014年5月。ISBN 978-4-8202-9234-0。 NCID BB16064477。OCLC 940667812。全国書誌番号:22685720。
- 『New聖書翻訳』日本聖書協会、東京〈2〉、2015年12月。ISBN 978-4-8202-9239-5。 NCID BB16064477。OCLC 1004706803。全国書誌番号:22943462。
- 『New聖書翻訳』日本聖書協会、東京〈3〉、2017年8月。ISBN 978-4-8202-9253-1。 NCID BC01708857。OCLC 1006500643。全国書誌番号:22951157。
- 『New聖書翻訳』日本聖書協会、東京〈4〉、2018年7月。ISBN 978-4-8202-9265-4。 NCID BC01709317。OCLC 1108102853。全国書誌番号:22951157。
- 『New聖書翻訳』日本聖書協会、東京〈5〉、2019年5月。ISBN 978-4-8202-9270-8。 NCID BC01709623。OCLC 1127842831。全国書誌番号:23288681。
- 『New聖書翻訳』日本聖書協会、東京〈6〉、2020年7月。ISBN 978-4-8202-9276-0。
- 『New聖書翻訳』日本聖書協会、東京〈7〉、2021年10月。ISBN 978-4-8202-9281-4。
- 『聖書事業懇談会講演録』日本聖書協会、東京〈1〉、2017年12月。ISBN 978-4-8202-9259-3。 NCID BB25209457。OCLC 1102792071。全国書誌番号:23210923。
- 『聖書事業懇談会講演録』日本聖書協会、東京〈2〉、2018年8月。ISBN 978-4-8202-9266-1。 NCID BB25209457。OCLC 1125984755。全国書誌番号:23283325。
- 『聖書 聖書協会共同訳 ─礼拝にふさわしい聖書を─ 特徴と実例』日本聖書協会、東京、2018年1月1日。 NCID BB27595566。2022年12月18日閲覧。
- 『聖書 聖書協会共同訳について』日本聖書協会、東京、2018年12月。ISBN 978-4-8202-9268-5。 NCID BB27421995。OCLC 1109735343。全国書誌番号:23232222。2022年12月18日閲覧。
- 『聖書 聖書協会共同訳 発行記念 講演集』日本聖書協会、東京、2019年6月。ISBN 978-4-8202-9271-5。 NCID BB28528597。OCLC 1142354608。全国書誌番号:23335845。
- 小友聡「旧約聖書の翻訳と今日の教会 新共同訳から聖書協会共同訳へ」『日本の神学』第60号、日本基督教学会、東京、2021年、202-208頁、doi:10.5873/nihonnoshingaku.60.202、ISSN 0285-4848、全国書誌番号:00012017。
- 岩本潤一「『聖書 聖書協会共同訳』発行の意義」『神学ダイジェスト』第130号、上智大学神学会神学ダイジェスト編集委員会、東京、2021年、1-7頁、ISSN 0286-4894、全国書誌番号:00028884。

## 編集委員等
諮問会議議員（17教派・1団体）
黒木安信（ウェスレアン・ホーリネス教団），寺園喜基（キリスト教学校教育同盟），山本真司（キリスト教学校教育同盟），喜友名朝順（沖縄バプテスト連盟），池本潔（基督兄弟団），平本直（救世軍），朴寿吉（在日大韓基督教会），辻田協二（聖イエス会），川上良明（日本アッセンブリーズ・オブ・ゴッド教団），下窄英知（日本カトリック司教協議会），岩本潤一（日本カトリック司教協議会），三野孝一（日本キリスト改革派教会），三好明（日本キリスト教会），石田学（日本ナザレン教団），山本富二（日本バプテスト同盟），濱野道雄（日本バプテスト連盟），柴田千頭男（日本ルーテル教団），内藤留幸（日本基督教団），中野実（日本基督教団），輿石勇（日本聖公会），鈴木浩（日本福音ルーテル教会）。
翻訳者（62名）
旧約担当
雨宮慧（上智大学神学部名誉教授），飯謙（神戸女学院院長、神戸女学院大学教授），石川立（同志社大学神学部教授），浦野洋司（日本カトリック神学院東京キャンパス非常勤講師），大澤香（神戸女学院大学文学部総合文化学科専任講師，大島力（青山学院宗教部長、大学宗教主任、経済学部教授），大住雄一（東京神学大学教授），岡崎才蔵（シトー会伊万里の聖母トラピスチヌ修道院チャプレン），小友聡（東京神学大学教授、中村町教会牧師），楠原博行（日本基督教団浦賀教会牧師），小林進（日本聖公会司祭），小林祥人（日本基督教団取手伝道所牧師、日本聖書神学校非常勤講師），左近豊（青山学院大学国際政治経済学部教授、宗教主任、日本基督教団美竹教会担任教師），杉江拓磨（立教大学兼任講師），髙橋洋成（東京外国語大学アジア・アフリカ言語文化研究所特任研究員），谷川政美（古代語研究会主宰），樋口進（夙川学院院長、同短期大学特任教授），柊暁生（カトリック司祭），本間敏雄（日本基督教団新栄教会牧師、東京神学大学非常勤講師），山森みか（テル・アヴィヴ大学人文学部東アジア学科講師），山吉智久（北星学園大学経済学部准教授）。
続編担当
阿部包（藤女子大学特任教授・名誉教授、同大学キリスト教文化研究所所長），岩本潤一（前日本カトリック司教協議会エキュメニズム部門研究委員、現日本聖書協会編集部主任），川崎千里（Centre Sèvres - Facultés jésuites de Paris 哲学部博士課程），高橋英海（東京大学大学院総合文化研究科教授），竹内一也（日本聖公会横浜教区横浜山手聖公会牧師、聖公会神学院非常勤講師），出村みや子（東北学院大学文学部総合人文学科教授），戸田聡（北海道大学大学院文学研究科准教授），中村秀樹（A Keresztény Lelkiség Kutatóintézete, Budapest所属・宣教者），山下敦（カトリック大分教区司祭、日本カトリック神学院講師），吉田新（東北学院大学文学部総合人文学科准教授）。
新約担当
浅野淳博（関西学院大学神学部教授），阿部包（藤女子大学特任教授・名誉教授、同大学キリスト教文化研究所所長），川中仁（上智大学神学部教授、同大学神学部長），菅原裕治（日本聖公会聖パトリック教会牧師、日本聖書神学校教授），須藤伊知郎（西南学院大学神学部教授），住谷眞（日本キリスト教会茅ヶ崎東教会牧師、同神学校主任講師），武田なほみ（上智大学神学部教授），辻学（広島大学大学院総合科学研究科教授），津村春英（大阪キリスト教短期大学元学長、大阪日本橋キリスト教会牧師），中野実（東京神学大学教授），布川悦子（聖公会神学院、立教女学院短期大学非常勤講師），三浦望（ボストン・カレッジ研究員），嶺重淑（関西学院大学人間福祉学部教授），吉田新（東北学院大学文学部総合人文学科准教授）。
日本語担当
石黒圭（国立国語研究所教授、一橋大学大学院連携教授），石原真（与勝バプテスト教会牧師），岡野絵里子（詩人、元淑徳大学公開講座講師），春日いづみ（歌人、日本歌人クラブ中央幹事、現代歌人協会会員），木鎌耕一郎（八戸学院大学健康医療学部教授），酒井一郎（童謡作家），佐藤裕子（フェリス女学院大学文学部日本語日本文学科教授），柴崎聰（詩人、日本聖書神学校講師），杉内峰彦（藤女子大学文学部文化総合学科准教授），高梨信乃（関西大学外国語学部教授），高橋由美子（上智大学外国語学部教授），新延拳（詩人、日本現代詩人会前理事長），西脇純（宗教法人聖グレゴリオの家宗教音楽研究所専任講師），芳賀繁浩（日本キリスト教会豊島北教会牧師、同神学校講師），畠山寛（駒澤大学総合教育研究部外国語第二部門准教授），前川斎子（歌人），松永美穂（早稲田大学文学学術院教授），持田鋼一郎（作家、歌人、翻訳家、日本文芸家協会会員），饒平名尚子（フェリス女学院大学文学部英語英米文学科教授）。
編集委員（43名）
聖書全体
宮越俊光（日本カトリック典礼委員会秘書）。
旧約全体
石黒圭（国立国語研究所教授、一橋大学大学院連携教授），金丸英子（西南学院大学神学部教授）。
五書・歴史書
池田裕（筑波大学名誉教授），大澤香（神戸女学院大学文学部総合文化学科専任講師），岡崎才蔵（シトー会伊万里の聖母トラピスチヌ修道院チャプレン），佐藤裕子（フェリス女学院大学文学部日本語日本文学科教授），鈴木佳秀（フェリス女学院学院長），髙橋洋成（東京外国語大学アジア・アフリカ言語文化研究所特任研究員），新延拳（詩人、日本現代詩人会前理事長），柊暁生（カトリック司祭）。
詩書・預言書
飯謙（神戸女学院院長、神戸女学院大学教授），石川立（同志社大学神学部教授），浦野洋司（日本カトリック神学院東京キャンパス非常勤講師），岡野絵里子（詩人、元淑徳大学公開講座講師），小友聡（東京神学大学教授、中村町教会牧師），春日いづみ（歌人、日本歌人クラブ中央幹事、現代歌人協会会員），田部郁彦（日本キリスト教会西都教会牧師），月本昭男（上智大学神学部特任教授），林あまり（歌人、演劇評論家），樋口進（夙川学院院長、同短期大学特任教授），広田勝一（日本聖公会北関東教区主教、立教学院院長）。
続編
秋山学（筑波大学人文社会系教授），阿部忍（神戸山手大学現代社会学部准教授），岩島忠彦（上智大学神学部名誉教授），川中子義勝（東京大学名誉教授、㈳日本詩人クラブ会長），柴崎聰（詩人、日本聖書神学校講師），手塚奈々子（明治学院大学経済学部国際経営学科教授），戸田聡（北海道大学大学院文学研究科准教授），増田祐志（元上智大学神学部教授），吉田新（東北学院大学文学部総合人文学科准教授）。
新約
阿部包（藤女子大学特任教授・名誉教授、同大学キリスト教文化研究所所長），阿部忍（神戸山手大学現代社会学部准教授），鈴木浩（ルーテル学院大学名誉教授、日本ルーテル神学校名誉教授），住谷眞（日本キリスト教会茅ヶ崎東教会牧師、同神学校主任講師），高梨信乃（関西大学外国語学部教授），土戸清（日本新約学会前会長、大森めぐみ教会名誉牧師、国際新約聖書学会名誉終身会員），津村春英（大阪キリスト教短期大学元学長、大阪日本橋キリスト教会牧師），出村みや子（東北学院大学文学部総合人文学科教授），富岡幸一郎（関東学院大学国際文化学部比較文化学科教授、鎌倉文学館館長），芳賀繁浩（日本キリスト教会豊島北教会牧師、同神学校講師），廣石望（立教大学文学部キリスト教学科教授），深井智朗（東洋英和女学院院長、東洋英和女学院大学人間科学部教授）。
検討委員（23名）（身分の次の括弧内は派遣教団・団体名）
阿久戸光晴（福岡女学院大学・福岡女学院大学短期大学部学長）（日本基督教団），石田学（小山ナザレン教会牧師、日本ナザレン神学校校長）（日本ナザレン教団），岩城聰（聖公会大阪教区司祭）（日本聖公会），江本真理（竹の塚ルーテル教会牧師）（日本ルーテル教団），大長幸一郎（牧港中央バプテスト教会協力牧師、沖縄聖書神学校教師）（沖縄バプテスト連盟），金丸英子（西南学院大学神学部教授）（日本バプテスト連盟），金性済（日本キリスト教協議会総幹事）（在日大韓基督教会），喜友名朝順（沖縄バプテスト連盟理事、東風平バプテスト教会牧師。2015年（平成27年）3月歿）（沖縄バプテスト連盟），黒木安信（ウェスレアン・ホーリネス神学院院長、浅草橋教会牧師。2015年（平成27年）2月歿）（ウェスレアン・ホーリネス教団），佐藤捷雄（聖イエス会ロゴス神学院元教授）（聖イエス会），島しづ子（特定非営利活動法人愛実の会理事長）（愛実の会），鈴木浩（ルーテル学院大学名誉教授、日本ルーテル神学校名誉教授）（日本福音ルーテル教会），髙見三明（カトリック長崎大司教区大司教）（日本カトリック司教協議会），寺園喜基（福岡女学院院長）（キリスト教学校教育同盟），中島真実（東海聖書神学塾教師、基督兄弟団一宮教会牧師）（基督兄弟団），野島邦夫（国立聖書教会牧師）（日本キリスト改革派教会），本間尊広（ウェスレアン・ホーリネス神学院教師、玉川キリスト中央教会牧師）（ウェスレアン・ホーリネス教団），丸畑幸夫（救世軍士官学校講師）（救世軍），三好明（日本キリスト教会志木北伝道所牧師、同神学校旧約学主任講師）（日本キリスト教会），山口里子（日本フェミニスト神学･宣教センター共同ディレクター、日本聖書神学校、聖公会神学院、恵泉女学園大学、聖心女子大学の元講師、農村伝道神学校講師）（日本フェミニスト神学･宣教センター），山本真司（同志社国際中学校・高等学校チャプレン、キリスト教学校教育同盟聖書科部会全国委員長）（キリスト教学校教育同盟），山本富二（日本バプテスト同盟磯子の丘教会牧師）（日本バプテスト同盟），和田幹男（カトリック関目教会主任司祭、日本カトリック神学院聖書学講師）（日本カトリック司教協議会）。
外部モニター（20名）
秋元美晴（恵泉女学園大学名誉教授），石井砂母亜（跡見学園中学校高等学校社会科教諭、青山学院大学、立教大学、ルーテル学院大学非常勤講師），石橋誠一（日本バプテスト連盟東八幡キリスト教会牧師、西南学院大学非常勤講師、九州バプテスト神学校講師），梅村昌弘（カトリック横浜司教区司教），エイカーズ愛（日本バプテスト連盟小樽バプテスト教会牧師），岡田武夫（カトリック東京教区本郷教会協力司祭），小野寺友実（キリスト教愛真高等学校国語科教諭），加藤常昭（正教師（隠退）），川口菜穂美（近江兄弟社高等学校社会科教諭），幸田和生（カトリック東京大司教区名誉司教），澤村信蔵（基督兄弟団成増教会牧師），手島佑郎（ギルボア研究所代表），中井珠惠（上智大学グリーフケア研究所非常勤講師、市立川西病院病院カウンセラー），鍋谷堯爾（神戸ルーテル神学校教授），西出佳菜（同志社国際中学校・高等学校国語科教諭），芳賀力（東京神学大学教授、日本基督教団正教師），東谷清貴（日本ルーテル神学校学生），三上梓（西南学院中学校宗教主任），山我哲雄（北星学園大学教授、日本旧約学会前会長），山本真司（同志社国際中学校・高等学校チャプレン、日本基督教団正教師）。